# 베이스 기타
베이스 기타(영어: Bass Guitar, 문화어: 바스기타), 또는 일렉 베이스는 현악기의 하나로, 보통 4개의 줄을 가지고 있으나, 5현, 6현, 그 이상도 있다. 전기 기타와 비슷한 구조를 가지고 있으며, 비교적 줄이 굵고 낮은 음역대를 가지고 있다. 종류에 따라 프레시전 베이스, 재즈 베이스, 스타인버거 타입, 프렛레스 타입, 어쿠스틱 베이스 등이 있다. 취향에 따라 손가락, 또는 피크로 친다.

## 구조
베이스는 크게 헤드와 넥, 바디로 나뉘어 있다.
헤드는 줄이 감기는 줄감개, 넥 부분의 너트와 줄감개 사이에서 줄을 고정하는 스트링가이드로 이루어져 있다. 줄감개는 줄의 팽팽함을 조절하는 헤드머신과 연결되어있어 튜닝 시 이용된다. 스트링 가이드는 종류에 따라 없는 경우도 있다.
넥은 헤드와 바디 사이에 위치한 부분으로 운지하는 부분이다. 줄들 사이사이에 운지할 수 있도록 줄과 닿는 프렛이 위치하고 있다. 일부 프렛과 프렛 사이에는 포지션마크가 있어 알아보기 쉽게 되어있다. 너트는 헤드에서 넥으로 넘어오는 부분에 위치하는데 줄 간격을 고정시키는 역할을 한다.
바디는 줄에 관계되는 부분으로 브릿지와 픽업이 있고, 출력을 조절하는 볼륨노브와 톤노브가 있다. 볼륨 노브가 2개인 경우 위치에 따라 프론트볼륨 노브와 리어볼륨 노브로 나뉘는 경우도 있다. 액티브와 패시브 전환이 가능한 베이스의 경우 패시브/액티브 전환 스위치도 같이 존재한다. 브릿지는 뒤쪽에서 줄을 고정시키는 역할을 한다. 픽업은 현의 진동을 전기 신호로 바꿔주는 부분인데 핑거링 주법을 사용할 때는 엄지를 올려놓게 된다. 재즈 베이스와 같이 픽업이 두 개로 나뉜 경우 헤드에 가까운 쪽부터 먼 쪽까지 각각 프론트 픽업, 리어 픽업이라고 한다. 그밖에 어깨끈(스트랩)을 고정하는 스트랩핀과 케이블을 연결하는 아웃풋잭, 줄의 끝부분이 고정되는 테일피스가 있다. 피크로부터 바디가 긁히는 것을 막기 위해 피크가드가 있는 경우도 있다.

## 특징
오케스트라에서 콘트라베이스가 박자 맞추기를 담당하는 것처럼 밴드악기에서 박자를 담당하는 악기이다. 또한 베이스 기타는 음의 고저를 운지할 수 있음에도 합주할 때에는 드럼의 박자를 이끄는 리듬악기에 가깝기 때문에 박자감이 매우 중요하다. 음의 위치는 통기타와 일렉기타의 위쪽 4현과 동일하다.
또한 무게도 엄청나다. 일렉기타보다 1kg정도 더 무겁다.

## 종류

### 프레시젼 베이스/재즈 베이스
픽업의 배열에 따라 나뉘는데 프레시전 베이스는 험버커 픽업, 즉 1,2번/3,4번줄의 픽업이 앞뒤로 바로 붙어있다. 때문에 볼륨 노브가 하나뿐이며 재즈베이스에 비해 다소 두껍고 부드러운 소리를 낸다. 재즈 베이스는 이와 달리 픽업이 프런트 픽업과 리어 픽업으로 나뉘어 있으며 따라서 볼륨 노브 또한 2개이다. 두개의 픽업이 있기에 다양한 톤을 연출할 수 있다.

### 헤드리스 타입
헤드리스 타입이란 스타인버거사에서 나온 베이스를 가리키는 말로 헤드가 없는 특징을 가진다. 작고 가벼워서 휴대성이 몹시 뛰어나다.
튜닝은 브릿지 쪽에서 하는데 튜닝할 때 힘이 적게 들어간다는 장점이 있다.

### 프렛리스 타입
말그대로 프렛이 없는 베이스를 일컫는다. 프렛이 없기 때문에 어느 정도 사용자가 숙련돼야 하며 슬라이딩을 할 때에 몹시 부드럽다. 하지만 프렛이 없기에 명확한 음을 내기 힘들다는 단점을 지닌다.

### 5현 베이스
일반적인 베이스가 4현만을 사용하는 반면, 5현을 사용하는 경우가 있다. 이때에도 역시 일반 기타에서 위로부터 5줄까지의 음과 동일하다.
4현베이스 튜닝은 4현부터 E - A - D - G 인 반면 5현베이스 튜닝은 (5현기준으로) B - E - A - D - G이며 솔로를 지향하는 베이시스트들은 주로 B현 대신
E - A - D - G - C처럼 하이 C 현을 넣어 튜닝하기도 한다. 혹은 둘 모두를 넣기도 하는데, 이를 6현 베이스라 한다.

## 주법

### 핑거 피킹 주법
핑거 피킹 주법이란 검지와 중지를 이용하여 연주하는 방법이다. 지문 부분을 이용해 누르는 느낌으로 연주하며 중지가 약지보다 길기에 오른손 잡이의 경우 오른손을 왼쪽으로 약간 기울여 자세를 잡는다.(불편하다면 굳이 기울일 필요는 없다.)(긴 손가락을 조금 구부려 길이를 맞추는 방법도 있다.)

### 피크 피킹 주법
피크를 이용하는 주법으로 베이스 피크의 경우 기타 피크와는 달리 상당히 두꺼운 피크를 쓴다. 위아래로 현에 닿게 연주하며 안정된 소리를 낼 수 있다. 그리고 핑거피킹보다 날카로운 소리를 내서 주로 록이나 메탈 같은 음악에 많이 쓰인다.

### 슬랩 주법
베이스 연주의 화룡점정인 주법. 엄지와 검지를 이용한 주법으로 엄지의 경우 반동적으로 튕기듯하고 검지는 줄을 흡사 뜯는 느낌으로 연주한다. 빠른 속주가 가능하고 독특한 음색을 낸다. 그루브있는 음악을 연주하기 용이하다. 난이도가 비교적 높아 초보자들은 쉽게 따라하기 힘든 주법이다.

### 그 밖
왼손만으로 소리를 낼 수도 있는데 대표적인 것이 해머링, 폴링오프가 있다. 해머링은 넥부분의 현에 손가락을 찍듯이 눌러 음을 내는 방법으로 특정음을 낸 후에 해머링을 이용하여 높은 음을 곧바로 낼수있다. 폴링 오프는 이와 반대로, 가한 손가락으로 줄을 잡아당기듯 연주한다.

## 같이 보기
- 어쿠스틱 베이스 기타
- 픽업 (악기)